# José Prudêncio Teles
José Prudêncio Teles de Utra Machado (Horta, 22 de agosto de 1804 — 1882) foi bacharel em Direito pela Universidade de Coimbra, advogado e magistrado, com importante intervenção política em Angra do Heroísmo na década de 1840. Foi pai do escritor e publicista Alberto Teles de Utra Machado.

## Biografia
Nasceu na cidade da Horta, ilha do Faial, filho natural do coronel José Telles Machado. Após ter realizado estudos iniciais na sua cidade natal, foi enviado para Coimbra, onde realizou os estudos preparatórios que lhe permitiram o ingresso no curso de Direito da Universidade de Coimbra, onde obteve o grau de bacharel em 1826.
Iniciou a sua carreira profissional em 1827 ao ser despachado juiz de fora na ilha do Pico no ano de 1827 pelo governo do rei D. Miguel I. O facto de ter sido inicialmente nomeado pelas autoridades miguelistas levou a que, apesar de após o estabelecimento do governo constitucional na ilha do Faial ter a 25 de Junho de 1831 tomado posse interinamente juiz de fora naquela ilha, nomeado pelo conde de Vila Flor, fosse excluído do quadro da magistratura criado no âmbito da reforma de maio de 18332. Em consequência dessa exclusão, fixou-se na ilha Terceira, onde estabeleceu em Angra banca de advogado.
Em 1833 casou na ilha Terceira com Violante Telles de Utra Machado, filha da poetisa Francisca Cordélia de Sousa e de Estácio Machado de Utra Teles, coronel do Regimento de Milícias do Faial,  oriundo de Angra e sobrinho paterno do seu pai.
Para além e advogado, a partir do início da década de 1840 exerceu as funções de Delegado do Procurador Régio. Aderiu ao partido cartista, tendo em 1845 sido candidato a deputado pelo círculo eleitoral de Angra do Heroísmo, tendo como companheiro de lista António Moniz Corte Real. Foi derrotado pelos cabralistas, e como retaliação foi nesse ano transferido para o cargo de delegado do Procurador Régio na ilha do Pico.
Em 1847 já se encontrava novamente na ilha Terceira, tendo integrado a Junta Governativa de Angra criada pelo pronunciamento militar de 22 de Abril de 1847 a favor da Junta Governativa do Porto e da facção patuleia. Na Junta Governativa teve posição de destaque, assumindo a condução da vertente política e jurídica da sua acção e secretariando aquele órgão. A 28 de julho de 1847 a Junta Governativa foi obrigada a dissolver-se, na sequência da Convenção de Gramido e de uma intervenção naval da Quádrupla Aliança nos Açores, que em Angra se concretizou pela entrada na sua baía, na manhã de 28 de julho de 1847, de um vapor de guerra britânico que intimou os membros da Junta a entregarem o poder às autoridades que havia sido depostas pelo pronunciamento de 22 de abril daquele ano.
Restabelecido o governo constitucional e dissolvida a Junta de Angra, José Prudêncio Teles foi perseguido e passado compulsivamente à disponibilidade. Contudo, a sua carreira não terminou por aí, já que com o retorno dos cartistas ao poder foi readmitido na magistratura. Em 1858 foi nomeado delegado do Procurador Régio junto do Tribunal da Relação dos Açores, em Ponta Delgada, e em 1859, juiz de direito da comarca do Pico.
Em 1869 foi nomeado juiz de direito da Comarca de Angra do Heroísmo, e pouco depois promovido a juiz de 1.ª classe e transferido para Lisboa e depois para outras cidades, tendo exercido a magistratura judicial e várias comarcas.
Ainda quando estudante em Coimbra, foi iniciado na Maçonaria, na Loja A Revolta, mas é desconhecida a sua actividade em lojas do Faial e da Terceira. Usou o nome simbólico João Leste.
Foi durante a sua estada na ilha Terceira obteve o códice do Espelho Cristalino em Jardim de Várias Flores de frei Diogo das Chagas.